# Rick Remender
Rick Remender (Pasadena, febbraio 1973) è un fumettista e disegnatore statunitense.
Prima di iniziare a lavorare nel mondo dei comics, Rick Remender lavora nell'animazione, prendendo parte a film come Il gigante di ferro, Anastasia e Titan A.E..
Volendo però diventare un fumettista, porta avanti questo obiettivo proponendo i suoi lavori a editori indipendenti, arrivando a creare nel 1998 il personaggio di Capitan Dingleberry per la SLG Publishing. Agli inizi si dedica all'attività di disegnatore ed è nel ruolo di inchiostratore che ottiene il primo importante incarico alla Marvel Comics, a fine 2001 sulla serie dei Vendicatori. Negli anni successivi si cimenta come scrittore collaborando con la Dark Horse Comics e la Image Comics. Per la Dark Horse realizza la sua prima opera di una certa importanza ovvero Fear Agent (dal 2005) mentre nel 2007 realizza i testi per un albo unico sul popolare personaggio di Red Sonja (per Dynamite Entertainment). In entrambi svolge il ruolo di scrittore ed è in tale mansione che ottiene il suo primo impegno di rilievo che lo vede ai testi di un iconico personaggio quale il Punitore (dal 2008). I vertici della Marvel ne sono favorevolmente impressionati e gli offrono un contratto in esclusiva dal 2009. Remender diviene così un autore best seller su titoli quali Uncanny X-Force, Venom, Capitan America e di Uncanny Avengers. Nel 2015 scrive la graphic novel Avengers: Rage of Ultron e la miniserie legata a Secret Wars intitolata Hail Hydra. Terminato il suo contratto in esclusiva torna al fumetto indipendente per produrre opere creator-owned quali: Fear Agent, Black Science, Deadly Class, Low, Tokyo Ghost, Seven to Eternity e altri titoli. Tutti pubblicati dalla Image Comics.
Nel 2016 fonda l'imprint Giant Generator le cui opere sono distribuite in esclusiva dalla Image.

## Carriera

### Esordio come animatore (1997-2000)
Da adolescente vive principalmente a Phoenix (Arizona) e poi in una cittadina non distante dove frequenta la High School. Non riesce a creare vere amicizie a scuola e gli unici legami sono quelli maturati a Phoenix dove torna appena possibile. Gli ambienti che frequenta sono però caratterizzati dalla violenza e dall'uso di droghe. Un suo amico viene ferito durante una sparatoria, un altro muore di overdose e assiste al crecsere della criminalità urbana di fine anni ottanta. Per fuggire da queste realtà e dalla difficoltà nel creare rapporti interpersonali matura da subito una grande passione per i fumetti che nasce per caso, quando la sua attenzione, in un Market, viene attirata dalla copertina del n.4 di Marvel Super Heroes Secret Wars. Dopo averlo comprato e riletto più volte decide di voler diventare un fumettista. Negli anni successivi diventa un avido collezionista di fumetti e gestisce un comic shop (o fumetteria). Appena gli è possibile si iscrive alla School of Cartoon e Graphic Art di Joe Kubert. Si tratta di una delle più prestigiose e qualificate fucine per autori e artisti che vogliono cimentarsi con il mondo dei comic. Rick non si trova però a sua agio e la abbandona perdendo fiducia nelle sue possibilità di affermarsi in quel campo. Tornato a Phoenix trova comunque lavoro in un'attività affine quale quella dell'animazione. Il suo primo impiego in questo settore gli viene dato dall'animation studio di Don Bluth dove collabora alla realizzazione dei lungometraggi animati Anastasia (del 1997) e Titan A.E. (del 2000). Al fine di trovare più occasioni per questa carriera si sposta a Los Angeles dove partecipa alla lavorazione dei lungometraggi Il gigante di ferro (del 1999) e Le avventure di Rocky e Bullwinkle (del 2000). Nonostante la sua professione nell'animazione sia promettente, Rick rimane appassionato di fumetti e in lui rimane ancora qualche speranza di sfondare un giorno in quel settore.

### Debutto e affermazione come fumettista (2001-2009)
Durante il suo periodo nell'animazione, Remender si diletta a creare un nuovo personaggio a fumetti dal nome Captain Dingleberry che inaspettatamente suscita l'interesse di una casa editrice indipendente e viene pubblicato. Remender realizza che può ancora tentare di esaudire il suo sogno giovanile e lavorare nel campo dei comic. Inizialmente pensa di poterlo fare come disegnatore o quanto meno come inchiostratore. In questo ruolo ottiene infatti il suo primo importante incarico presso la Marvel Comics. Realizza le chine della serie Avengers tra la fine del 2001 e il 2002. Le sue prime collaborazioni di rilievo sono nel ruolo di disegnatore per due albi della serie Terminator 3: Rise of the Machine, pubblicata dalla Beckett come prequel dell'omonimo film con Arnold Schwarzenegger, e con la Mirage Studios per la quale realizza i disegni su 4 albi di un fumetto culto degli ottanta e novanta quale le Teenage Mutant Turtles. In questo ruolo non riesce però ad affermarsi in quanto come disegnatore non si distingue e non ha modo di sviluppare le idee e progetti che vorrebbe portare come fumettista. Già in questo periodo comincia a scrivere le trame di opere quali  Crawl Space: XXXombies, The End League e la saga fantascientifica Fear Agent. Proprio dopo la pubblicazione di Fear Agent con la Dark Horse (dal 2005), Rick comincia a farsi notare come valido scrittore nel mondo dei comic. La Marvel lo mette alla prova affiancandolo a Matt Fraction ai testi di Punisher:War Journal. Restando soddisfatta del suo lavoro gli propone dal 2009 un contratto in esclusiva che porta l'autore ad avere la possibilità di scrivere storie di genere super eroistico su personaggi iconici e affermarsi quindi presso una grande fetta di lettori. Joe Quesada, editor-in-chief, della Marvel lo assume con il ruolo definitivo di scrittore individuando in lui maggiori doti in questa mansione e quindi suggerisce a Rick di impegnarsi unicamente in tale veste. Si tratta dello stesso suggerimento che aveva dato 10 anni prima a Brian Michael Bendis quando, offrendogli un contratto esclusivo, lo aveva dissuaso dal percorrere anche la strada da disegnatore ma di concentrarsi sulla scrittura in quanto è lì che vedeva maggior potenziale. In entrambi i casi si è trattata di una intuizione che ha portato sia Bendis sia Remender alla ribalta del panorama fumettistico.

### Gli anni duemilaedieci (2010-2019)
La prima serie regolare a cui viene assegnato Remender è Punisher War Jornual (Vol.2) a fianco di Matt Fraction. Si tratta della seconda serie di una pubblicazione del Punitore degli anni novanta e che si prefigge lo scopo di riportare il personaggio all'interno della continuity del Marvel Universe (dal 2008). Nei primi anni duemila il personaggio era stato rilanciato con successo da Garth Ennis sotto l'imprint Marvel Knights. L'autore irlandese ha realizzato un ciclo di storie per lettori adulti, caratterizzate da ambientazioni cupe, violenza e delineando una versione non edulcorata (e più realistica) del vigilante/giustiziere della Marvel. Tali storie non sono però considerate canoniche con la continiuty del Marvel Universe. Con Punisher War Journal Remender ha il compito non semplice di cercare di riproporre il personaggio anche a dei lettori Young Adult e inserirlo nei vari "eventi editoriali" della Marvel Comics. Non mancano infatti i tei-in con Secret Invasion e World War Hulk.
Nonostante il discusso ciclo di storie sul Punitore, Remnder diviene uno degli autori di riferimento per il rilancio delle serie della casa editrice voluto da Alan Fine, coadiuvato da Quesada e Alex Alonso, a partire dal 2012. Il progetto prende il nome di Marvel NOW! e chiude la sua prima fase nel 2015. A Remender vengono assegnate due serie di punta quali Uncanny Avengers e Capitan America. La prima si tratta di una nuova serie che vede il formarsi di un team di super eroi formato da membri dei vendicatori e mutanti, questo in seguito agli eventi di Avengers vs. X-Men. La seconda vede la grande opportunità di cimentarsi con uno dei più iconici personaggi (e titoli) Marvel con una serie la cui numerazione riparte dal numero 1.

### La scelta del fumetto indipendente (dal 2023)
(Rick Remender)
Agli inizi del terzo decennio degli anni duemila Remender è ormai un top-writer tra i più apprezzati e ricercati nel mercato fumettistico. Nonostante le offerte allettanti sia della Marvel sia della DC con la possibilità di sceneggiare personaggi iconici, Rick opta per una scelta sorprendente e radicale. Firma un contratto in esclusiva per la Image tramite la quale pubblica in esclusiva i suoi  fumetti e di cui, secondo i principi del casa editrice deterrà ogni diritto a livello di licenze e proprietà intellettuale. Lo scrittore vede in questa opportunità l'unico vero step per progredire nella sua evoluzione artistica e dare libero sfogo alla sua creatività potendo creare opere di cui andare orgoglioso, avendo piena libertà a livello editoriale ma sapendo ovviamente che vi sono anche legati maggiori rischi a livello di guadagno e visibilità. Le prime due opere legate al nuovo progetto sono The Sacrificers, realizzata insieme al disegnatore Max Fiumara, e l'ambiziosa opera corale Holy Roller ideata insieme al comico Andy Samberg e al musicista Joe Throman. I disegni sono assegnati a Roland Boschi. Il suo interesse e dedizione per il fumetto indipendente lo porta a sviluppore il suo imprint Giant Generator per la Image Comics.

### Sviluppo di Giant Generator (dal 2024)
(Rick Remender)
Nell'ottobre del 2023 firma un contratto con 10 autori che svilupperanno fumetti creator-owned per la nuova etichetta della Image Comics. I primi ad entrare in esclusiva per proporre le loro opere sono : Daniel Acuna, Andre Lima Araulio, Paul Azaceta, Bengal, Roland Boschi, Max Fiumara, Mike Hawthorne, JG Jones, Francesco Mobili, Brett Parson, Yanick Paquette, Greg Tocchieni. Le prime tre opere con l'imprint Giant Generator escono nel 2024 e sono: Grommets di Remender, Brian Poshen e Brett Parson, Napalm Lullaby di Remender e Bengal, Dust to Dust di JG Jones e Phil Bram.

## Opere

### Beckett
- Terminator 3: Rise of the Machine nn.1-6, AA.VV. (testi e disegni), Rick Remender (chine dei nn.3-4), miniserie (conclusa), prequel dell'omonimo film cinematografico, nota: i nn.5-6 sono intitolati Terminator 3: Rise of the Machine - Fragmented, luglio-dicembre 2003.

### Dark Horse Comics
- Man with the Screaming Brain nn.1-4, Bruce Campbell (soggetto originale), Rick Remender e Hilary Barta (testi e disegni), miniserie di 4 (conclusa), maggio-agosto 2005.
- Fear Agent nn.1-32, R.Remender (testi) - Tony Moore e Jerome Opena (disegni), serie regolare (conclusa), ottobre 2005 - novembre 2011. La serie viene raccolta in volumi trade paperback dalla Image Comics a partire dall'aprile 2018.
- The End League nn.1-9, R.Remender (testi) - Mat Broome e Eric Canete (disegni), serie regolare (conclusa), gennaio 2008 - ottobre 2009. La serie viene raccolta in un volume cartonato nella collezione Library Edition della Dark Horse e distribuito dal 20 settembre 2017[7].

### DC Comics
- The all New Atom nn.1-25, Rick Remender (testi) & AA.VV. (disegni), serie regolare (conclusa), settembre 2006 - settembre 2008.

### Dynamite Entertainment
- Red Sonja: Vacant Shell n.1, Rick Remender (testi) e Paul Renaud (disegni), albo unico, febbraio 2007.

### IDW Publishing
- Night Mary nn.1-5, R.Remender (testi) - Kieron Dwyer (disegni), miniserie (conclusa), luglio-novembre 2005.

### Image Comics
- Sea of Red nn.1-13, R.Remender e Kieron Dwyer (testi) - Sam Salgood, Paul Harmon, Francesco Francavilla (disegni), serie regolare (conclusa), marzo 2005 - novembre 2006.
- The Last Christmas nn.1-5, Gerry Duggan e Brian Posehn (testi) - Rick Remender (disegni), miniserie di 5 (conclusa), maggio-ottobre 2006.
- Strange Girls nn.1-18, R.Remender (testi) - Eric Nguyen, Jerome Opena, Peter Bergting (disegni), serie regolare (conclusa), giugno 2005 - ottobre 2007. La serie viene raccolta nel volume cartonato Strange Girls Omnibus, distribuito dalla Image dal 20 settembre 2015[8].
- Sorrow nn.1-4, R.Remender e Seth Peck (testi) - Francesco Francavilla (disegni), miniserie (conclusa), settembre 2007 - marzo 2008.
- Crawl Space: XXXombies nn.1-4, Rick Remender e Tony Moore (testi) - Kieron Dwyer (disegni), miniserie (conclusa), ottobre 2007 - aprile 2008.
- Black Science nn.1-43 , R.Remender (testi) e Matteo Scalera (disegni), serie regolare (conclusa), novembre 2013 - settembre 2019.
- Deadly Class nn.1-44, R.Remender (testi) - Was Craig (disegni), serie regolare (conclusa), gennaio 2014 - aprile 2020.
- Low dal n.1, R.Remender (testi) - Greg Tocchini (disegni), serie regolare, luglio 2014 -in corso.
- Tokyo Ghost nn.1-10, R.Remender (testi) - Sean Murphy (disegni), miniserie (conclusa), settembre 2015 - agosto 2016.
- Seven to Eternity dal n.1, R.Remender (testi) - Jerome Opena (disegni), serie regolare, settembre 2016 - in corso.
- Death or Glory dal n.1, Rick Remender (testi) e Bengal (disegni), serie regolare, maggio 2018 - in corso.
- The Scumbag dal n.1, Rick Remender (testi) e disegni di Lewis Larosa (n.1), Andrew Robinson (n.2), Eric Powell (n.3), Roland Boschi (n.4), Wes Craig (n.5) Imprint Giant Generator, serie regolare, ottobre 2020 - in corso.
- A Righteous Thirst for Vengeance dal n.1, Rick Remender (testi) - Andé Lima Araújo (disegni), serie regolare, ottobre 2021 - in corso.

### Marvel Comics
- Avengers (Vol.3) nn.48-50, nn.53-54, 57-60, AA.VV. (testi e matite) - Rick Remender (inchiostri), serie regolare (conclusa), gennaio 2002 (n.48) - gennaio 2003 (n.60).
- Punisher War Journal (Vol.2) nn.19-25, Matt Fraction e Rick Remender (testi) - Howard Chaykin & AA.VV. (disegni), serie regolare (conclusa con il n.26), n.19 (luglio 2008) - n.25 (gennaio 2009).
- Punisher (Vol.5) nn.1-16, Rick Remender (testi) & AA.VV. (disegni), serie regolare (conclusa con il n.16), marzo 2009 - giugno 2010. Sequel della serie Punisher War Journal (Vol.2).
- Doctor Voodoo: Avenger of the Supernatural nn.1-6, Rick Remender (testi) e Jefte Palo (disegni), miniserie (conclusa), dicembre 2009 - aprile 2010.
- Frank-Castle nn.17-21, Rick Remender (testi) - Roland Boschi, Jefte Palo, Tony Moore, Paco Diaz Luque, Andrea Mutti e Luca Malisan (disegni), serie regolare (conclusa con il n.21)   agosto-novembre 2010. Serie sequel di Punisher (Vol.5) di cui riprende la numerazione (dal n.17).
- Uncanny X-Force nn.1-35, Rick Remender (testi), Jerome Opena & AA.VV. (disegni), serie regolare (conclusa), dicembre 2010 - febbraio 2013.
- Punisher: In the Blood nn.1-5, Rick Remender (testi) - Roland Boschi e Michele Bertilorenzi (disegni), miniserie (conclusa), gennaio-maggio 2011. Sequel della serie Frank-Castle.
- Uncanny Avengers (Vol.1) nn.1-25, Rick Remender (testi), Gerry Duggan (coautore del n.8 "Age of ULtron tie-in") - John Cassaday (nn.1-4), Oliver Coipel (n.5), Danile Acuna (nn.6-13, nn.18-22, n.25), Adam Kubert (n.8 -Age of Ultron tie-in-), Steve McNiven (nn.14-17), Sanford Green (n.23), Salvador Larroca (n.24),   dicembre 2012 - dicembre 2014.
- Captain America (Vol.7) nn.1-25, R.Remender (testi), John Romita Jr., Klaus Janson, Carlos Pacheco, Nic Klein (disegni), serie regolare (conclusa), gennaio 2013 - dicembre 2014. La serie rientra nel rilancio dei personaggi Marvel denominato Marvel Now!.
- Winter Soldier: The Bitter March nn.1-5, Rick Remender (testi) e Roland Boschi (disegni), aprile-settembre 2014.
- All-New Captain America nn.1-6, R.Remender (testi), Stuart Immonen e Wade Von Grawbadger (disegni), serie regolare (conclusa), sequel di Captain America (Vol.7) e prequel di Captain America: Sam Wilson (All-New, All-Different Marvel series), gennaio-giugno 2015.
- Unacanny Avengers (Vol.2) nn.1-5, Rick Remender (testi) e Daniel Acuna (disegni), serie regolare (conclusa), marzo-agosto 2015.

### Radical Publishing / Radical Studios
- The Last Days of American Crime nn.1-3, Rick Remender (testi) e Greg Tocchini (disegni), miniserie (conclusa), dicembre 2009 - agosto 2010.

### Underhanded Comics
- Captain Dingleberry nn.1-4, R.Remender (testi) e Harper Jaten (disegni), miniserie di 4 (conclusa), agosto-novembre 1998.